# Paris-Bourges 2010
Paris-Bourges 2010 est la 60e édition de la course cycliste française Paris-Bourges se déroulant le 7 octobre 2010 entre Gien (Loiret) et Bourges (Cher), sur une distance de 198,3 kilomètres.
La course fait partie du calendrier UCI Europe Tour 2010 en catégorie 1.1 et est remportée par le Français Anthony Ravard (AG2R La Mondiale).

## Présentation

### Équipes
20 équipes sont au  départ de la course : huit équipes UCI WorldTeam, huit équipes continentales professionnelles et quatre équipes continentales.
| ProTeams (8)- AG2R La Mondiale - Saxo Bank - FDJ - HTC-Columbia - Garmin-Transitions - Team RadioShack - Euskaltel-Euskadi - Caisse d'Épargne Équipes continentales professionnelles (8)- Vacansoleil - Saur-Sojasun - Skil-Shimano - Cofidis, le Crédit en Ligne - Bbox Bouygues Télécom - Cervélo TestTeam - Topsport Vlaanderen-Mercator - Landbouwkrediet Équipes continentales (4)- Bretagne-Schuller - Big Mat-Auber 93 - NetApp - Roubaix Lille Métropole |
| |

## Classement final
| \| Classement général \| Classement général \| Classement général \| Classement général \| Classement général \| \| Coureur \| Coureur \| Pays \| Équipe \| Temps \| \| ------------------ \| ------------------ \| ------------------ \| ------------------ \| ------------------ \| \| 1er \| Anthony Ravard \| France \| AG2R La Mondiale \| 4 h 36 min 52 s \| \| 2e \| Romain Feillu \| France \| Vacansoleil \| + 0 s \| \| 3e \| Matti Breschel \| Danemark \| Saxo Bank \| + 0 s \| \| 4e \| Romain Mathéou \| France \| \| + 0 s \| \| 5e \| Sébastien Chavanel \| France \| FDJ \| + 0 s \| \| 6e \| Robin Chaigneau \| Pays-Bas \| Skil-Shimano \| + 0 s \| \| 7e \| Bernhard Eisel \| Autriche \| HTC-Columbia \| + 0 s \| \| 8e \| Laurent Pichon \| France \| Bretagne-Schuller \| + 0 s \| \| 9e \| Nadir Haddou \| France \| \| + 0 s \| \| 10e \| Michel Kreder \| Pays-Bas \| Garmin-Transitions \| + 0 s \| |                    |          |                    |                 |
| |                    |          |                    |                 |
| |                    |          |                    |                 |
| Classement général |                    |          |                    |                 |
| Coureur | Coureur            | Pays     | Équipe             | Temps           |
| 1er | Anthony Ravard     | France   | AG2R La Mondiale   | 4 h 36 min 52 s |
| 2e | Romain Feillu      | France   | Vacansoleil        | + 0 s           |
| 3e | Matti Breschel     | Danemark | Saxo Bank          | + 0 s           |
| 4e | Romain Mathéou     | France   |                    | + 0 s           |
| 5e | Sébastien Chavanel | France   | FDJ                | + 0 s           |
| 6e | Robin Chaigneau    | Pays-Bas | Skil-Shimano       | + 0 s           |
| 7e | Bernhard Eisel     | Autriche | HTC-Columbia       | + 0 s           |
| 8e | Laurent Pichon     | France   | Bretagne-Schuller  | + 0 s           |
| 9e | Nadir Haddou       | France   |                    | + 0 s           |
| 10e | Michel Kreder      | Pays-Bas | Garmin-Transitions | + 0 s           |